# Jacopo Segre
Jacopo Segre (Torino, 17 febbraio 1997) è un calciatore italiano, centrocampista del Palermo.

## Caratteristiche tecniche
È una mezzala veloce e forte fisicamente, dotata di un buon tiro e abile negli inserimenti offensivi e nei colpi di testa.

## Carriera
Cresciuto nel settore giovanile del Milan, nel 2015, dopo otto anni trascorsi con i rossoneri, si trasferisce al Torino, con cui disputa un campionato Primavera, vincendo una Supercoppa. Nel 2016 passa a titolo temporaneo al Piacenza, restando poi con gli emiliani anche nella stagione successiva. Il 7 luglio 2018 viene ceduto al Venezia; dopo una buona stagione disputata con i lagunari, il 23 agosto 2019, dopo aver rinnovato con il Torino, si trasferisce al Chievo in prestito. Il 21 agosto 2020 la società granata esercita il diritto di contro opzione sul centrocampista che fa quindi ritorno a Torino.
Il 26 settembre 2020 esordisce in Serie A con i granata nella sconfitta casalinga con l’Atalanta per 4-2.
Il 1º febbraio 2021 viene ceduto in prestito con obbligo di riscatto in caso di promozione alla SPAL. Il 10 maggio segna il suo unico gol nell'ultima di campionato decidendo la partita contro la Cremonese, tuttavia questa vittoria non basta agli spallini per raggiungere gli spareggi promozione.
A fine stagione fa ritorno al Torino non essendo scattato l’obbligo di ricatto da parte della SPAL, per poi venire ceduto nuovamente in prestito, questa volta al Perugia.Il 18 aprile 2022 segna la prima rete con gli umbri, nel successo in rimonta in casa del L.R. Vicenza. 
Il 23 agosto 2022 passa al Palermo a titolo definitivo. Dopo quattro giorni esordisce con i rosanero segnando il gol che dimezza lo svantaggio nella sconfitta casalinga contro l'Ascoli (3-2). Conclude la sua prima stagione in Sicilia con 4 reti in 34 presenze. Nella stagione successiva si mette in mostra come uno dei centrocampisti più prolifici della serie cadetta. Realizza il suo primo goal stagionale il 29 agosto nella vittoria esterna contro la Reggiana (1-3). Tra la sedicesima e la ventitreesima giornata realizza sei goal in otto partite, andando a segno contro Parma, Pisa, Como, Modena, Catanzaro e Bari. Chiude la stagione con 34 presenze in campionato e 7 reti, di cui 6 di testa. Nel luglio del 2024, rinnova il suo contratto con il club rosanero fino al 2027.

## Statistiche

### Presenze e reti nei club
Statistiche aggiornate al 17 maggio 2025.
| Stagione        | Squadra         | Campionato      | Campionato | Campionato | Coppe nazionali | Coppe nazionali | Coppe nazionali | Coppe continentali | Coppe continentali | Coppe continentali | Altre coppe | Altre coppe | Altre coppe | Totale | Totale |
| Stagione        | Squadra         | Comp            | Pres       | Reti       | Comp            | Pres            | Reti            | Comp               | Pres               | Reti               | Comp        | Pres        | Reti        | Pres   | Reti   |
| --------------- | --------------- | --------------- | ---------- | ---------- | --------------- | --------------- | --------------- | ------------------ | ------------------ | ------------------ | ----------- | ----------- | ----------- | ------ | ------ |
| 2016-2017       | Piacenza        | LP              | 11         | 2          | CI-LP           | 1               | 0               | -                  | -                  | -                  | -           | -           | -           | 12     | 2      |
| 2017-2018       | Piacenza        | C               | 32+4       | 3          | CI+CI-C         | 0+1             | 0               | -                  | -                  | -                  | -           | -           | -           | 37     | 3      |
| Totale Piacenza | Totale Piacenza | Totale Piacenza | 43+4       | 5          |                 | 2               | 0               |                    | -                  | -                  |             | -           | -           | 49     | 5      |
| 2018-2019       | Venezia         | B               | 29+1       | 3          | CI              | 1               | 0               | -                  | -                  | -                  | -           | -           | -           | 31     | 3      |
| 2019-2020       | Chievo          | B               | 37+3       | 3+1        | CI              | -               | -               | -                  | -                  | -                  | -           | -           | -           | 40     | 4      |
| 2020-feb. 2021  | Torino          | A               | 9          | 0          | CI              | 3               | 0               | -                  | -                  | -                  | -           | -           | -           | 12     | 0      |
| feb.-giu. 2021  | SPAL            | B               | 18         | 1          | CI              | -               | -               | -                  | -                  | -                  | -           | -           | -           | 18     | 1      |
| ago. 2021       | Torino          | A               | 0          | 0          | CI              | 1               | 0               | -                  | -                  | -                  | -           | -           | -           | 1      | 0      |
| set. 2021-2022  | Perugia         | B               | 36+1       | 1          | CI              | -               | -               | -                  | -                  | -                  | -           | -           | -           | 37     | 1      |
| ago. 2022       | Torino          | A               | 1          | 0          | CI              | 1               | 0               | -                  | -                  | -                  | -           | -           | -           | 2      | 0      |
| Totale Torino   | Totale Torino   | Totale Torino   | 10         | 0          |                 | 5               | 0               |                    | -                  | -                  |             | -           | -           | 15     | 0      |
| ago. 2022-2023  | Palermo         | B               | 34         | 4          | CI              | 0               | 0               | -                  | -                  | -                  | -           | -           | -           | 34     | 4      |
| 2023-2024       | Palermo         | B               | 34+3       | 7          | CI              | 1               | 0               | -                  | -                  | -                  | -           | -           | -           | 38     | 7      |
| 2024-2025       | Palermo         | B               | 34+1       | 3          | CI              | 1               | 0               | -                  | -                  | -                  | -           | -           | -           | 36     | 3      |
| Totale Palermo  | Totale Palermo  | Totale Palermo  | 102+4      | 14         |                 | 2               | 0               |                    | -                  | -                  |             | -           | -           | 108    | 14     |
| Totale carriera | Totale carriera | Totale carriera | 288        | 28         |                 | 10              | 0               |                    | -                  | -                  |             | -           | -           | 298    | 28     |

## Palmarès

### Club

#### Competizioni giovanili
- Supercoppa Primavera: 1

Torino: 2015